# Abschieds-Rufe
Abschieds-Rufe ist ein Walzer von Johann Strauss (Sohn) (op. 179). Das Werk wurde am 28. Januar 1856 im Sofienbad-Saal in Wien erstmals aufgeführt.